# 御巫桃也
御巫桃也，日本漫畫家、插畫家。代表作是目前在《Comic ZERO-SUM》（一迅社）連載、2013年4月至6月播出同名電視動畫的《黑色嘉年華》。

## 作品
全由一迅社發行。
連載漫畫
- 黑色嘉年華，原名（《Comic ZERO-SUM》2007年10月號－連載中，已發行23冊／截至2019年4月）長鴻出版社

小說
- ROOT∞REXX Honey Melody（日语：ROOT∞REXX）（擔任插圖，著：卯月朔夜，全1冊，2015年7月28日發行）ISBN 978-4758047401

## 外部連結
- 御巫桃也的X（前Twitter） （日語）